# Hebrejská literatura
Hebrejská literatura se skládá ze starověkých, středověkých a moderních literárních děl, napsaných hebrejsky.

## Dějiny

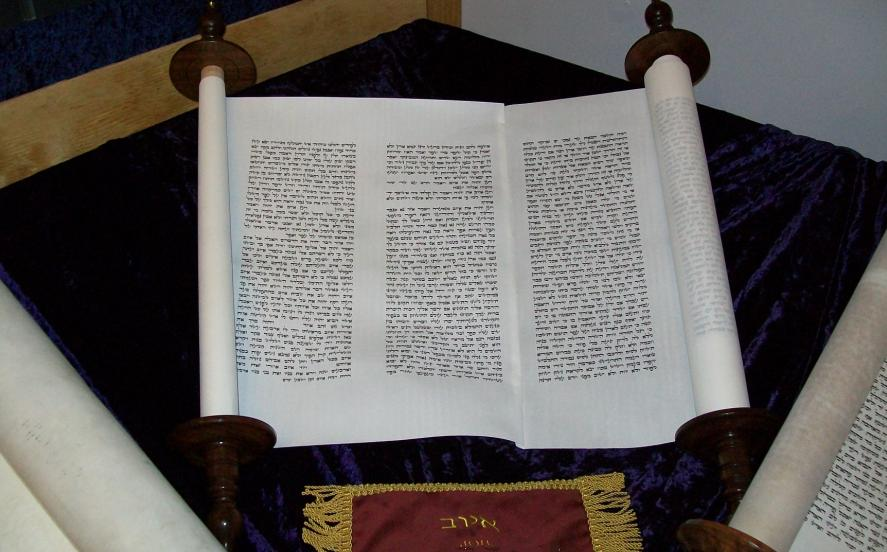
Tanach

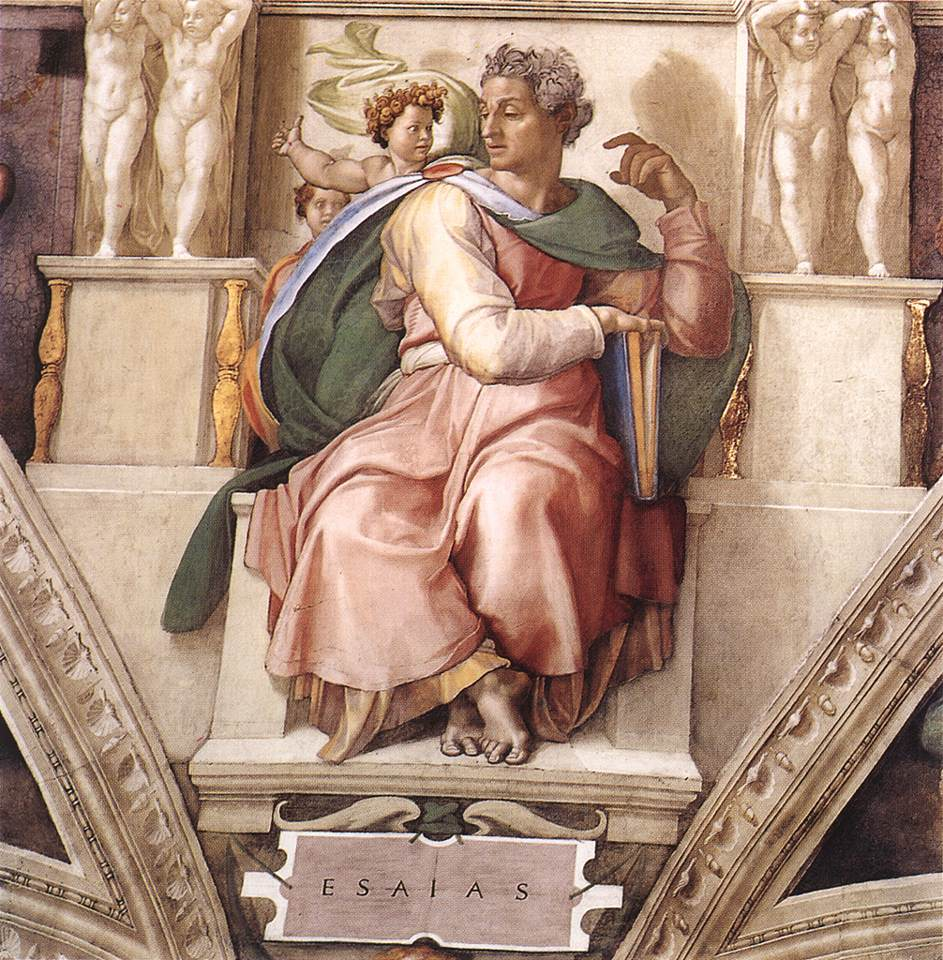
Autora Knihy Izajáš si takto představoval Michelangelo

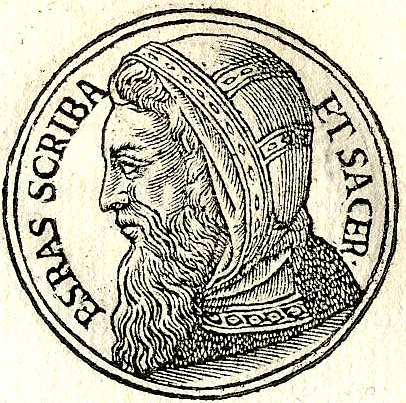
Ezdráš

### Biblická literatura
Nejvýznamnějším dílem starověké hebrejské literatury je Tanach neboli hebrejská bible. Nejznámější a nejstarší částí Tanachu je Tóra, a toto označení se někdy užívá i pro celý Tanach. Spisy Tanachu jsou zapsány hebrejsky, avšak části Knihy Daniel, Ezdráš, jedna věta v Jeremjáši a jedno sousloví v Knize Genesis (Berešit) jsou aramejsky, zapsány ovšem hebrejským písmem. Tanach se skládá z 24 spisů. Tento výběr je označován též jako palestinský kánon (užívají ho také protestantské církve). Autoři Tóry jsou neznámí. Celá Tóra je sice tradicí připisována Mojžíšovi, ale texty psalo patrně více autorů, moderní biblistika (zejména Julius Wellhausen) se pokouší některé z nich vystopovat a nazývá je Jahvista, Elohista apod.
Jahvista je považován za autora nejstaršího, žil patrně v 10. – 9. století př. n. l. a získal své označení podle častého užívání božího jména JHVH. Podle složení jahvistického textu se zdá, že jahvista byl silně spojen se školou proroků Samuela a Nátana, a to nejdříve ve spojeném a později judském království. Mladší hypotetický autor Elohista žil asi v 9. – 8. století př. n. l. v severním izraelském království. Nazván je podle užívání božího jména Elohim, což naznačuje, že autor byl spojen se školou proroků Elijáše a Elíši. Třetím z hypotetických autorů Tóry je Deuteronomista (viz též Deuteronomistická škola), jemuž je připisováno autorství dějepisných částí, jakou jsou Kniha Jozue, Kniha Soudců, 1. kniha Samuelova, 2. kniha Samuelova, 1. kniha královská, 2. kniha královská. Deuteronomista (či deuteronomisté) též patrně sebral a uspořádal výroky předexilních proroků (Ámos, Ozeáš, Micheáš, Izajáš, Jeremjáš). K této redakci a k vydání textů těchto nejstarších prorockých knih došlo podobně jako v případě deuteronomistického díla na konci 6. století př. n. l. Literární kvalitou z nejstarších, předexilních prorockých textů vyniká Kniha Izajáš. Autorství je připisováno proroku Izajášovi (působil 781 až 687 př. n. l.), ale biblistika rozlišuje dva autory (Proto-Izajáš a Deutero-Izajáš) nebo dokonce tři (Trito-izajáš). Izajášova hebrejština se vyznačuje mimořádnou poetičností a kvalitou. Poslední částí Tóry je kněžský kodex, jeho autor je někdy nazývám Starší Elohista. Působil někdy na přelomu 6. a 5. stol. př. n. l. Rozlišení těchto hypotetických autorů však bývá i zpochybňováno. Ke klíčovým kompilátorům Tóry patřil Ezdráš a on je také jedním z prvních známých autorů Tanachu, jakožto autor Knihy Ezdráš.
Druhá část Tanachu se nazývá Nevi'im (Proroci). Byly do ní zařazeny texty proroků starších, ale i mladších, z doby kompilování. K takovým autorům patří Ezechiel (působil v letech 593 – 571 př. n. l.), autor Knihy Ezechiel, který přinesl nový styl – jeho barvitá vidění, plná tajuplných obrazů, se značně liší od toho, co psali jeho předchůdci. Některé mladší prorocké knihy si vypůjčují starší postavy, jako proroka Jonáše, který patrně není autorem knihy Jonáš, neznámý autor z něj spíše učinil svého literárního hrdinu. Podobné je to například u Knihy Micheáš, kdy údajný autor Micheáš (žijící zhruba v době Izajášově) sloužil jako jakási značka pro skupinu autorů text postupně rozvíjejících, a to do 3. století př. n. l.
Třetí, nejmladší částí Tanachu, jsou Spisy (Ktuvim). Sem patří výše zmíněný text Ezdrášův (zajímavé je, že autor knihu začal psát aramejsky a až postupně přešel do hebrejštiny), ale literárně nejoceňovanější jsou Kniha žalmů, Kniha Jób, Píseň písní, Kniha Daniel a Kniha Kazatel. V těchto textech se hebrejská literatura již značně rozrůznila co do stylu i tematiky. Kniha Daniel, již napsal neznámý autor ve 2. století (ačkoli se tváří jako prorok ze 6. století), užívá ještě klasický prorocký styl, ale přidává zvláštní mesiánskou naléhavost, která předpřipravila atmosféru, z níž vzešlo mj. i křesťanství. Kniha žalmů sebrala populární poetické modlitby od nejstarších dob, usuzuje se, že autorem minimálně 74 z nich je dokonce král David (panoval asi v letech 1013 – 973 př. n. l.). Píseň písní je jedním z nejznámějších dochovaných lyrických milostných textů z oblasti starověkého Blízkého východu. Její erotičnost byla pro některé rabíny překážkou v jejím uznání jako součásti Tanachu. Ještě po její kanonizaci kolem roku 90 byly o ni vedeny spory a údajně bývala oblíbenou písní při různých nevázaných zábavách. Ještě v 1. století musel rabi Akiva bojovat za její uznání jako plnohodnotné součásti tradice. Autor je neznámý, autorství krále Šalamouna, připisované tradicí, je sporné. Také autor Knihy Jób je neznámý, usuzuje se, že působil v letech 450 – 350 př. n. l. Jeho hebrejština je již ovlivněná aramejštinou. Vnáší do hebrejské literatury filozofický problém zla a nespravedlnosti, přesněji vznáší otázku, proč je Bůh dopouští, nebo dokonce způsobuje. Nejstarší dochovaný zlomek rukopisu Knihy Kazatel pochází z 2. století př. n. l., a byl nalezen v Kumránu (viz Svitky od mrtvého moře). V té době ji tedy neznámý autor patrně napsal, ačkoli čtenáři sugeruje představu, že je králem, nejspíše Šalomounem, z 10. století př. n. l. Na dobu 2. století př. n. l., ukazuje i značně pozdní povaha hebrejštiny, kterou autor používá, a snad i tematické propojení s řeckou filozofií. Autor se skutečně vymyká biblické tradici, a to svou skepsí a popuštěním uzdy pochybnostem o smyslu lidského konání. Slibný rozvoj hebrejské literatury v 2. století př. n. l. je ovšem zbrzděn tím, že hebrejština přestala být široce užívaným jazykem, když byla vytlačena aramejštinou. Hebrejština se stala pouze jazykem vzdělanců a duchovních.
Z doby, kdy v zemi převládla aramejština, pochází dílo autora zvaného Sírachovec (též Ješua ben Eleazar ben Sirach), který jako významný duchovní zůstal hebrejštině věrný. Žil na přelomu 3. a 2. století př. n. l. Do judaistického palestinského kánonu nebyl jeho text již zařazen, uznala ho jako součást bible ovšem katolická církev (tzv. deuterokanonický spis). Typické je, že Sírachovec již reagoval na silný helénistický vliv (snad zvláště stoický), který je znát už u Kazatele. Ostatně kniha se dochovala jen v řeckém překladu, který pořídil autorův vnuk (kolem roku 117 př. n. l.). Hebrejský text byl po celá staletí ztracen. Mezi lety 1896 a 1900 byly nalezeny čtyři hebrejské rukopisy z 10. až 12. století v káhirské genize, další zlomky byly nalezeny ve 20. století v Kumránu a Masadě.
Těžkou ránu dostala už tak oslabená hebrejská literatura po neúspěšném protiřímském povstání Bar Kochby, jež proběhlo v letech 132–135. Po porážce povstání zakázal římský císař Hadrián Židům jejich náboženství, popravil tisíce učenců a zakázal vlastnit a užívat Tóru. Mnozí Židé byli odvedeni do otroctví. Na místě Jeruzaléma nechal postavit římské město Aelia Capitolina, do kterého byl Židům vstup zakázán. Judeu přejmenoval podle dávných Pelištejců na Palestinu, aby zahladil i sebemenší památku na židovské osídlení. Židům začal druhý exil, který tentokrát trval takřka dva tisíce let. V něm si neudrželi společný jazyk, hebrejštinu však uchovávala vzdělanecká a rabínská vrstva. To však hebrejskou literaturu v exilu omezilo co do tematiky (takřka výhradně náboženské) i množství.

### Talmudická a středověká literatura

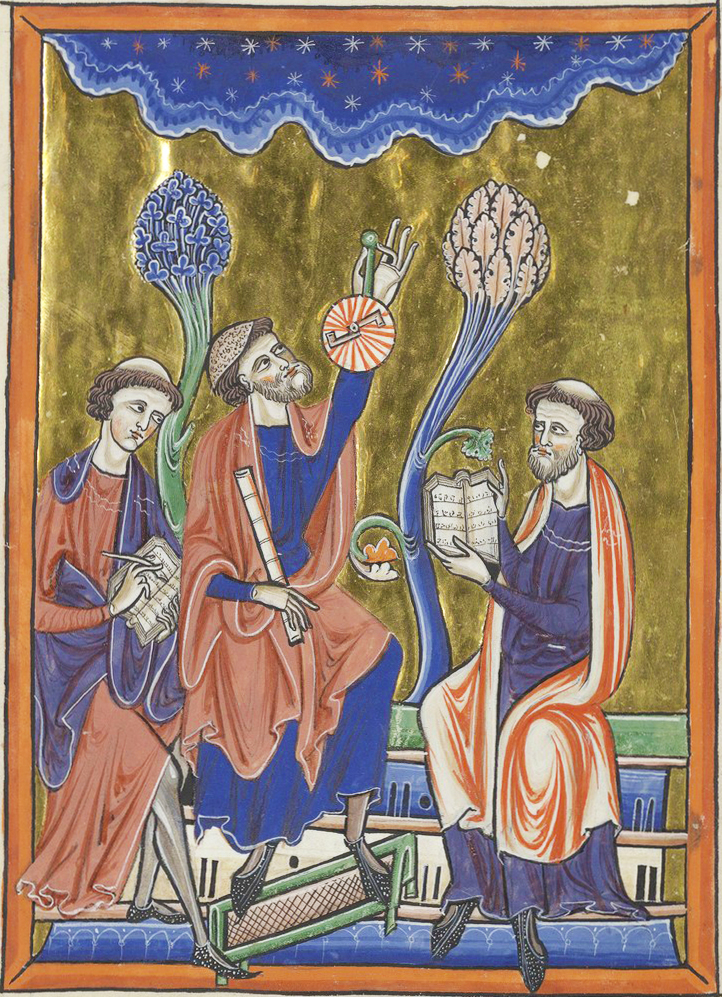
Abraham ibn Ezra

Hebrejsky je psána většina židovské náboženské literatury. Nejvýznamnějším dílem tohoto okruhu je Mišna, rabínská kodifikace zákonů obsažených v Tóře nebo z ní odvozených. Toto dílo bylo zapsáno kolem roku 200 našeho letopočtu Jehudou ha-Nasim, ačkoli za hlavního kompilátora je tradicí považován Akiva. K dalším dílům náboženské literatury patří také liturgické texty (Amram Gaon, Sadjá Gaon), komentáře k Tóře (Abraham ibn Ezra) a Talmudu (Raši) a základní díla židovského práva, jako je Šulchan Aruch.
Tato díla hebrejské literatury byla mnohdy kombinována nebo rozšířena texty, psanými v jiném jazyce, který byl mezi soudobými židy užívanější, například Gemara, aramejsky psaný komentář k Mišně, tvořící jádro Talmudu, také některé tradiční židovské modlitby jsou psány aramejsky. Některá díla středověké filozofie, například Maimonidova kniha Průvodce bloudících, jsou psány arabsky. Jiní autoři zůstali věrní hebrejštině, jako Josef Albo nebo Levi ben Geršom.
Ve vrcholném období židovské kultury ve Španělsku se řada významných rabínů přestěhovala do arabské části Španělska, protože muslimský svět byl vůči židům tolerantnější. Vzhledem k tomu začalo jejich náboženské vzdělání záviset na arabsky psaných dílech, která učenci jinde v Evropě nemohli číst. Tito rabíni a jejich následovníci ve Španělsku, Francii a Itálii proto přeložili mnoho děl židovské, muslimské, řecké a římské filosofie a vědy z arabštiny do hebrejštiny. Tento příliv nových témat do hebrejské literatury způsobil podstatné rozšíření její slovní zásoby, ale i tematiky, jak dokazuje dílo Chasdaje Kreskase. Krom náboženských a filozofických spisů se tehdy rodila ve Španělsku i židovská poezie. Šlomo ibn Gabirol (asi 1021 až 1070) k ní zvolil arabštinu, Jehuda ha-Levi (asi 1075 až 1141) hebrejštinu, byť arabštinou ovlivněnou.
Po vyhnání židů ze Španělska v roce 1492 nastaly opět zlé časy, přesto se našla centra, kde se hebrejská vzdělanost mohla rozvíjet, jakkoli jediným žánrem byl vlastně komentář ke starším spisům, ať už Tóře, Mišně nebo Talmudu. K takovým centrům patřila i Praha, kde svá díla psal v 16. století Jehuda ben Becalel (v českém prostředí známý zejména jako rabbi Löw). K dalším takovým centrům patřil Vilnius, kde v 17. století tvořil Ga'on z Vilna.
V 18. století existoval směr, nazývaný Haskala (židovské osvícenství), který se snažil dosáhnout rovnosti a svobody pro evropské Židy tím, že se snažil dokázat rovnocennost židovské kultury s jinými kulturami. Zájem o hebrejštinu způsobil také německý překlad hebrejské bible, pořízený Mosesem Mendelssohnem, který dále inspiroval založení hebrejsky psaného čtvrtletníku, který následovala další periodika.

### Moderní hebrejská literatura
Po větším rozšíření sionistických komunit v Palestině byla v některých osadách se jako společný jazyk některých osad začala používat právě hebrejština. Vědec Eliezer Ben Jehuda proto přizpůsobil hebrejštinu pro potřeby moderního světa.

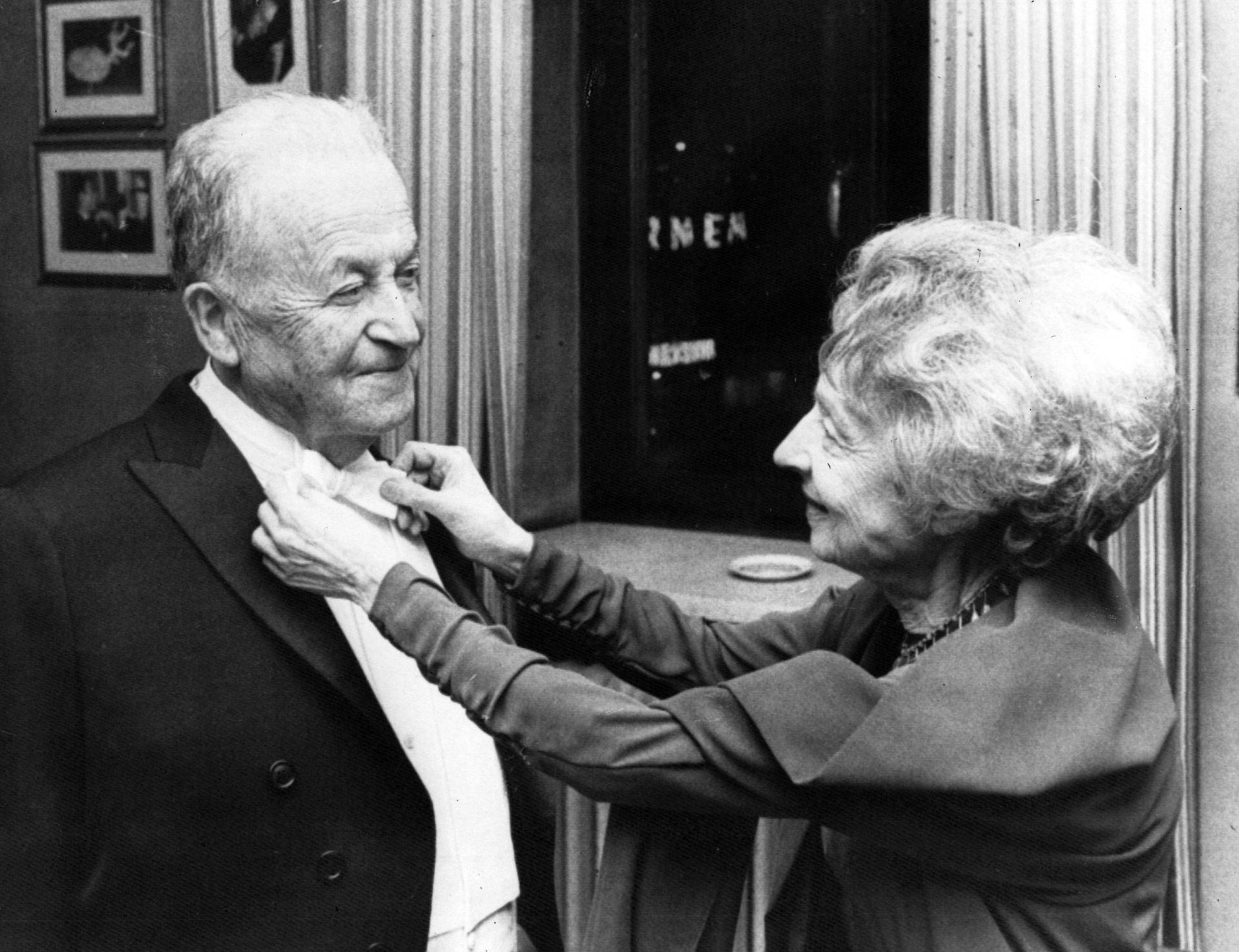
Šmuel Josef Agnon před ceremoniálem udílení Nobelových cen (vpravo Nelly Sachsová)

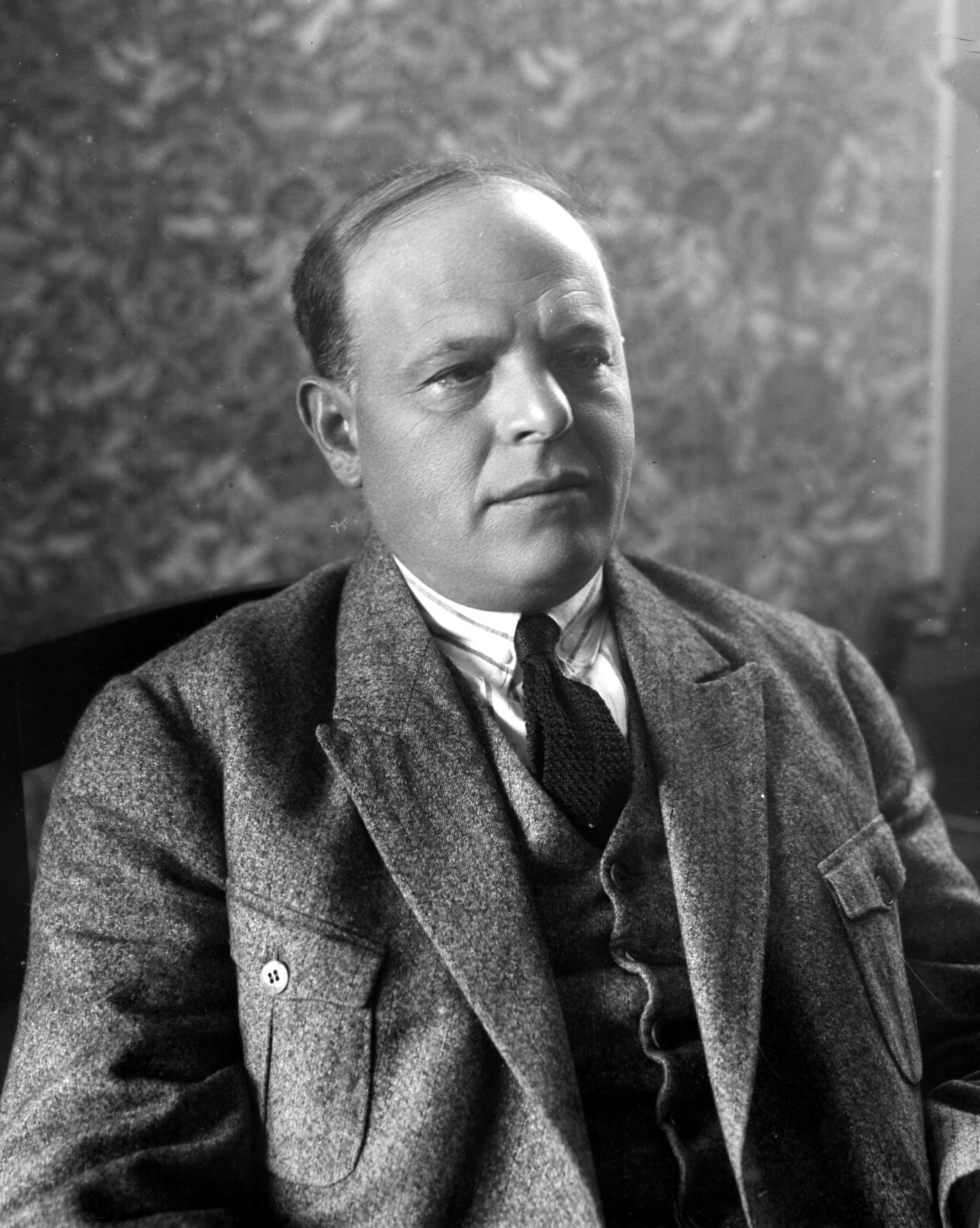
Chajim Nachman Bialik

V roce 1922 byla takto upravená hebrejština, nazývaná ivrit, schválena jako úřední jazyk budoucího státu Izrael. K průkopníkům moderní hebrejské literatury patřil v próze Josef Chajim Brenner, v esejistice Achad ha-Am, v dramatu Lea Goldbergová, v poezii Ša'ul Černichovski a zejména Chajim Nachman Bialik, v Izraeli považovaný dnes za národního básníka. K této první generaci moderních tvůrců patřil i Šmuel Josef Agnon, který v roce 1966 získal za své hebrejsky psané romány a povídky Nobelovu cenu za literaturu, jakožto první hebrejský spisovatel. Velký impuls k rozvoji hebrejsky psané literatury pak znamenalo založení státu Izrael v roce 1948. Světové proslulosti dosáhli především prozaici Ephraim Kishon a Amos Oz. Z ostatních prozaiků možno zmínit Avrahama B. Jehošuu, řazeného k tzv. nové vlně izraelské literatury. Zejména v oceňovaném románu Mar Mani (Pan Mani) analyzoval izraelskou identitu. Dále je to například Aharon Appelfeld. Z básníků se stal klasikem Jehuda Amichai, který jako jeden z prvních básníků začal ve svých verších používat hovorovou hebrejštinu, nebo Dan Pagis, k jehož ústředním tématům patřil holokaust. V oblasti literatury pro mládež se proslavil David Grossman nebo Me'ir Šalev. Etgar Keret, řazený obvykle k postmodernismu, věnoval část svého díla komiksu.
Nyní vychází v Izraeli každoročně tisíce knih, jak překladů, tak původních děl. Nejvýznamnějšími cenami pro autory hebrejsky psané literatury jsou Sapirova cena, Bialikova cena a Izraelská cena, udělovaná ovšem nejen za literaturu.